# Ursula Koch (Archäologin)
Ursula Koch (* 20. September 1938 in Küstrin als Ursula Behling) ist eine deutsche Prähistorikerin und vormalige Kuratorin der Forschungsstelle „Frühgeschichte“ am Curt-Engelhorn-Zentrum in Mannheim.

## Leben und Wirken
Ursula Koch besuchte ab 1944 die Volksschule in Küstrin, Pinneberg und Wilhelmshaven, anschließend von 1949 bis 1953 die Oberschule in Wilhelmshaven und von 1953 bis 1958 das neusprachlich-naturwissenschaftliche Gymnasium in Elmshorn. Anschließend studierte sie von 1958 bis 1965 an den Universitäten Hamburg, München und Marburg die Fächer Vor- und Frühgeschichte, Klassische Archäologie und Ägyptologie. 1965 wurde sie in München bei Joachim Werner mit einer Arbeit zum Thema Die Grabfunde der Merowingerzeit aus dem Donautal um Regensburg promoviert und siedelte 1966 nach Heilbronn über. In den folgenden Jahren widmete sich Koch, gefördert durch die Deutsche Forschungsgemeinschaft, der Erforschung von sechs fränkischen und alamannisch-fränkischen Gräberfeldern in Bayern und Baden-Württemberg. Dafür war sie 1965 bis 1971 am Institut für Vor- und Frühgeschichte der Universität München angestellt, 1971 bis 1973 am Landesdenkmalamt Baden-Württemberg, 1975 bis 1977 am Badischen Landesmuseum, 1978 bis 1988 am Projekt Runder Berg der Heidelberger Akademie der Wissenschaften, 1989 bei der Stadt Forchtenberg, 1990 bis 1992 erneut am baden-württembergischen Landesdenkmalamt und 1993 bei der Stadt Heilbronn. Zudem lehrte sie an der Universität Bayreuth (1991–1995), der Otto-Friedrich-Universität Bamberg (1993) und der Universität Wien (1996).

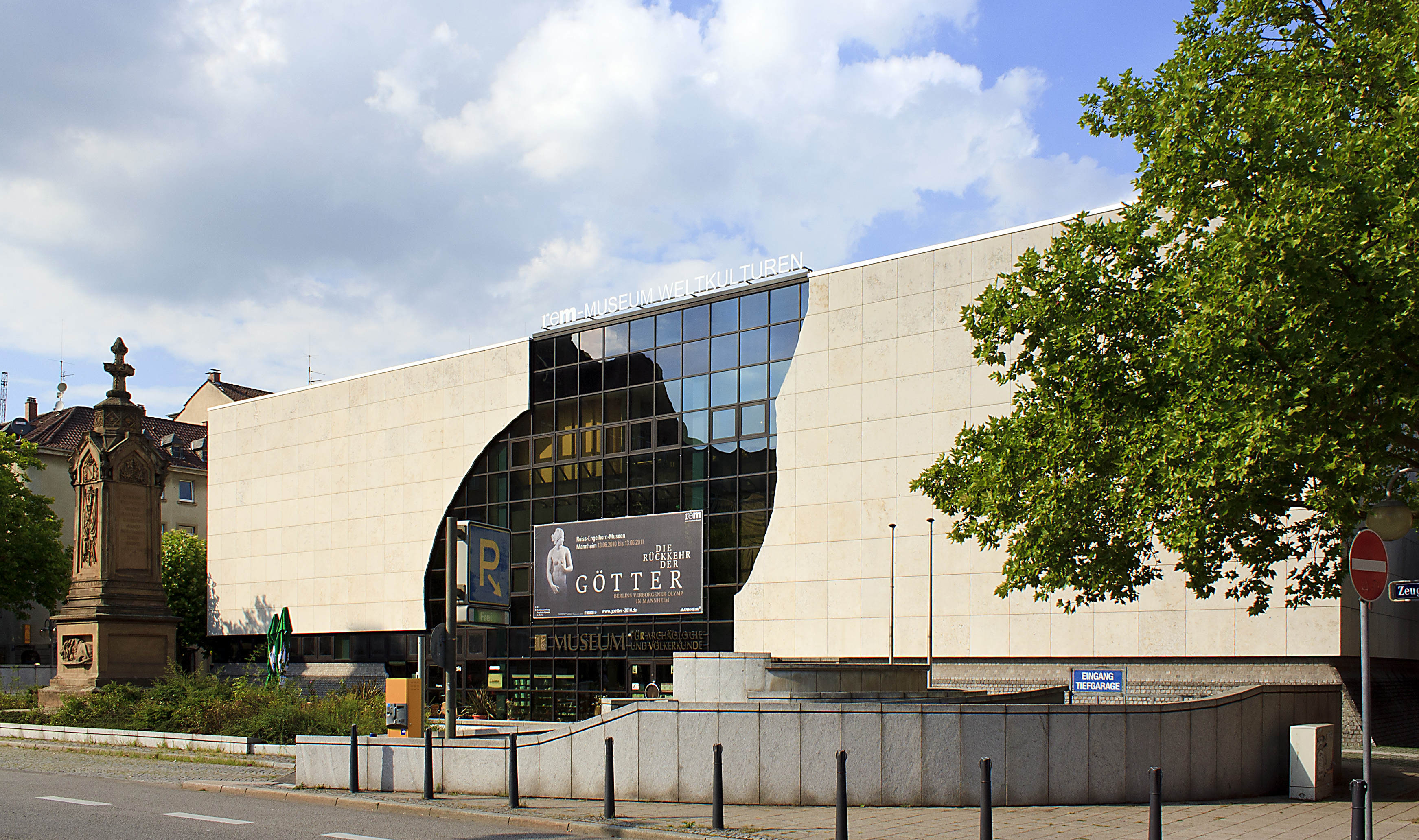
Museum Weltkulturen D5 in Mannheim

Ende 1995 wurde sie für die Vorbereitung der großen Ausstellung Die Franken – Wegbereiter Europas Mitarbeiterin der Reiss-Engelhorn-Museen in Mannheim. Für die Ausstellung „Gold der Barbarenfürsten“, die in Mannheim und Paris gezeigt wurde, erarbeitete sie das Konzept. Zudem wirkte sie in Mannheim an der Ausstellung „Europas Mitte um 1000“ mit und leitete die archäologische Denkmalpflege. Seit Januar 2004 ist Ursula Koch wissenschaftliche Kuratorin der Forschungsstelle „Frühgeschichte“ am Mannheimer Curt-Engelhorn-Zentrum. Die Krönung ihrer Lebensleistung ist im „Museum Weltkulturen D5“ als Abteilung „Merowingerzeit (480–751 n. Chr.)“ zu sehen, die sie aufgebaut hat und die seit 2015 geöffnet ist.
1986 wurde Koch korrespondierendes Mitglied des Deutschen Archäologischen Instituts, 1990 wurde ihr von der Bayerischen Akademie der Wissenschaften der Ehrenpreis verliehen. Danach nahm sie mehrere Lehraufträge an den Universitäten Bayreuth, Bamberg und Wien wahr.
Koch ist seit 1965 mit dem Archäologen Robert Koch verheiratet. Eine ihrer Töchter, Julia Katharina Koch, ist ebenfalls Archäologin und arbeitete an der Universität Leipzig.

## Schriften
- Die Grabfunde der Merowingerzeit aus dem Donautal um Regensburg (= Germanische Denkmäler der Völkerwanderungszeit. Serie A, Band 10). 2 Teilbände, de Gruyter, Berlin 1968.
- Das Reihengräberfeld bei Schretzheim (= Germanische Denkmäler der Völkerwanderungszeit. Serie A, Band 13). 2 Teilbände, Mann, Berlin 1977, ISBN 3-7861-1073-5.
- Die fränkischen Gräberfelder von Bargen und Berghausen in Nordbaden (= Forschungen und Berichte zur Vor- und Frühgeschichte in Baden-Württemberg. Band 12). Theiss, Stuttgart 1982, ISBN 3-8062-0762-3.
- Der Runde Berg bei Urach 5: Die Metallfunde der frühgeschichtlichen Perioden aus den Plangrabungen 1967–1981 (= Heidelberger Akademie der Wissenschaften, Kommission für Alamannische Altertumskunde. Schriften. Band 10). 2 Teilbände, Thorbecke, Sigmaringen 1984, ISBN 3-533-03495-X.
- Quellen zur Geschichte der Alamannen 7: Indices (= Heidelberger Akademie der Wissenschaften, Kommission für Alamannische Altertumskunde. Schriften. Band 11). Thorbecke, Sigmaringen 1987, ISBN 3-7995-6310-5.
- Der Runde Berg bei Urach 6: Die Glas- und Edelsteinfunde aus den Plangrabungen 1967–1983 (= Heidelberger Akademie der Wissenschaften, Kommission für Alamannische Altertumskunde. Schriften. Band 12). 2 Teilbände, Thorbecke, Sigmaringen 1987, ISBN 3-7995-6311-3.
- Das fränkische Gräberfeld von Klepsau im Hohenlohekreis (= Forschungen und Berichte zur Vor- und Frühgeschichte in Baden-Württemberg. Band 38). Theiss, Stuttgart 1990, ISBN 3-8062-0852-2.
- Der Runde Berg bei Urach 7: Frühgeschichtliche Funde von den Hängen und Terrassen und Nachträge zu Urach V und VI (= Heidelberger Akademie der Wissenschaften, Kommission für Alamannische Altertumskunde. Schriften. Band 13). Thorbecke, Sigmaringen 1991, ISBN 3-7995-6312-1.
- mit Robert Koch: Funde aus der Wüstung Wülfingen am Kocher (Stadt Forchtenberg, Hohenlohekreis) (= Materialhefte zur Archäologie in Baden-Württemberg. Heft 21). Theiss, Stuttgart 1993, ISBN 3-8062-1130-2.
- Alamannen in Heilbronn. Archäologische Funde des 4. und 5. Jahrhunderts (= Museo. Band 6). Städtische Museen, Heilbronn 1993.
- Franken in Heilbronn. Archäologische Funde des 6. und 7. Jahrhunderts. Mit Beiträgen von Kurt W. Alt und Peter Pieper (= Museo. Band 8). Städtische Museen, Heilbronn 1994, ISBN 3-930811-00-6.
- Der Runde Berg bei Urach 8: Frühgeschichtliche Funde aus Bein, Geräte aus Ton und Stein aus den Plangrabungen 1967–1984 (= Heidelberger Akademie der Wissenschaften, Kommission für Alamannische Altertumskunde. Schriften. Band 14). Thorbecke, Sigmaringen 1994, ISBN 3-7995-6313-X.
- Das alamannisch-fränkische Gräberfeld bei Pleidelsheim (= Forschungen und Berichte zur Vor- und Frühgeschichte in Baden-Württemberg. Band 60). Theiss, Stuttgart 2001, ISBN 3-8062-1520-0.
- mit Hansjörg Probst: Mannheim vor der Stadtgründung. Teil 1, Band 2: Die Frankenzeit: Der archäologische Befund. Aus der Mannheimer Namenkunde. Friedrich Pustet, Regensburg 2007, ISBN 978-3-7917-2021-0.
- mit Mathilde Grünewald: Zwischen Römerzeit und Karl der Großen. Die frühmittelalterlichen Grabfunde aus Worms und Rheinhessen im Museum der Stadt Worms im Andreasstift. 3 Bände, Kunstverlag Fink, Lindenberg im Allgäu 2009, ISBN 978-3-89870-568-4.
- Das frühmittelalterliche Gräberfeld von Mainz-Hechtsheim (= Mainzer archäologische Schriften. Band 11 / Publikationen der Reiss-Engelhorn-Museen. Band 51). Generaldirektion Kulturelles Erbe, Direktion Landesarchäologie, Mainz 2011, ISBN 978-3-935970-15-0.
- Wilde Völker an Rhein und Neckar. Franken im frühen Mittelalter (= Publikationen der Reiss-Engelhorn-Museen. Band 65). Schnell & Steiner, Regensburg 2015, ISBN 978-3-7954-2952-2.
- Mannheim-Wallstadt / Mannheim-Vogelstang. Das frühmittelalterliche Gräberfeld am Elkersberg (= Mannheimer Geschichtsblätter. Sonderveröffentlichung 9 / Publikationen der Reiss-Engelhorn-Museen. Band 84). Verlag Bernhard Albert Greiner, Remshalden 2017, ISBN 978-3-86705-083-8.
- Mannheim-Sandhofen. Das frühmittelalterliche Gräberfeld von Geroldisheim (?) (= Mannheimer Geschichtsblätter. Sonderveröffentlichung 12 / Publikationen der Reiss-Engelhorn-Museen. Band 86). verlag regionalkultur, Ubstadt-Weiher 2018, ISBN 978-3-95505-084-9.
- Mannheim-Feudenheim & Mannheim-Straßenheim. Die frühmittelalterlichen Gräber (= Mannheimer Geschichtsblätter. Sonderveröffentlichung 15 / Publikationen der Reiss-Engelhorn-Museen. Band 94). Nünnerich-Asmus, Oppenheim 2021, ISBN 978-3-96176-174-6.
- mit Levente Samu und Falko Daim: Die tauschierten awarenzeitlichen Gürtelgarnituren im Mitteldonaubecken – Vorbilder und Parallelen (= Veröffentlichungen des Landesamtes für Denkmalpflege und Archäologie. Band 95). Landesamt für Denkmalpflege und Archäologie Sachsen-Anhalt, Halle 2024, ISBN 978-3-948618-88-9.

Vollständige Publikationsverzeichnisse finden sich in Band 16 (2008) der Mannheimer Geschichtsblätter, S. 182–187, und in der 2018 erschienenen Festschrift für Ursula Koch (siehe Literaturverzeichnis).
Weiterhin gibt es ein Verzeichnis bei Regesta Imperii Opac.